# Aurelie Romanini
Aurelie Romanini (7 maart 1987) is een Belgisch zwemster.

## Levensloop
Op de Wereldspelen van 2017 in het Poolse Wrocław behaalde ze samen met Stefanie Lindekens, Sofie Boogaerts en Bieke Vandenabeele goud op het onderdeel '4x25 meter manikin relay' in het reddend zwemmen. Op de Wereldspelen van 2022 in het Amerikaanse Birmingham behaalde ze met het Belgisch team (voorts bestaande uit Sofie Boogaerts, Stefanie Lindekens en Nele Vanbuel) brons op het onderdeel '4x25 meter manikin relay'. In de disciplines '50 meter manikin carry' werd ze zesde, in de 4x50 meter medley relay' (samen met Nele Vanbuel, Stefanie Lindekens en Sofie Boogaerts) achtste en in de '4x50 met obstacle relay' (samen met Bo van de Plas, Sofie Boogaerts en Stefanie Lindekens) eveneens achtste.
Op de Europese kampioenschappen van 2019 in het Italiaanse Riccione behaalde ze drie medailles: goud in de 'beach relay', zilver in de '4x25 meter manikin relay' (samen met Chloe Porton, Stefanie Lindekens en Sofie Boogaerts) en brons in de 'beach sprint'.